# Supercoppa del Portogallo (hockey su pista maschile)
La Supercoppa del Portogallo di hockey su pista (in portoghese Supertaça de Portugal de Hóquei em Patins) è un torneo istituito e organizzato dalla Federazione di pattinaggio del Portogallo. La competizione mette di fronte la squadra campione nazionale con la squadra che detiene la Coppa del Portogallo nella stagione precedente.

## Storia e formula
La prima edizione del torneo venne disputata nel 1983 e vi parteciparono lo Sporting CP e il Benfica. Dalla sua fondazione e fino alla stagione 2005 il torneo fu disputato con la formula della finale con gara di andata e ritorno. Dalla stagione successiva invece si disputano con la formula della gara singola. Il club con maggiori successi è il Porto con 23 titoli, a seguire vi è il Benfica con 8.

## Albo d'oro
| Stagione   | Data                   | Vincitore (numero vittorie) | Finalista perdente     | Risultato              | Sede della finale/i                                 |
| ---------- | ---------------------- | --------------------------- | ---------------------- | ---------------------- | --------------------------------------------------- |
| 1982 (1ª)  | 2 ottobre              | Sporting CP                 | Benfica                | 3-4                    | Lisbona - ?                                         |
| 1982 (1ª)  | 9 ottobre              | Sporting CP                 | Benfica                | 6-2                    | Lisbona - ?                                         |
| 1983 (2ª)  | 15 ottobre             | Porto                       | Benfica                | 6-8                    | Lisbona - ?                                         |
| 1983 (2ª)  | 22 ottobre             | Porto                       | Benfica                | 7-2                    | Porto - Pavilhão Rosa Mota                          |
| 1984 (3ª)  | -                      | Porto (2)                   | Sporting CP            |                        |                                                     |
| 1984 (3ª)  | -                      | Porto (2)                   | Sporting CP            |                        |                                                     |
| 1985 (4ª)  | 7 settembre            | Porto (3)                   | Sanjoanense            | 2-5                    | São João da Madeira - Pavilhão Desportos            |
| 1985 (4ª)  | 14 settembre           | Porto (3)                   | Sanjoanense            | 8-3                    | Porto - Pavilhão Rosa Mota                          |
| 1986 (5ª)  | 18 ottobre             | Porto (4)                   | Benfica                | 7-4                    | Porto - Pavilhão Rosa Mota                          |
| 1986 (5ª)  | 25 ottobre             | Porto (4)                   | Benfica                | 5-7                    | Lisbona - ?                                         |
| 1987 (6ª)  | 3 ottobre              | Porto (5)                   | Oliveirense            | 6-0                    | Porto - Pavilhão Rosa Mota                          |
| 1987 (6ª)  | 10 ottobre             | Porto (5)                   | Oliveirense            | 3-7                    | Oliveira de Azeméis - Pavilhão Dr. Salvador Machado |
| 1988 (7ª)  | 29 ottobre             | Porto (6)                   | Sporting CP            | 5-2                    | Porto - Pavilhão Rosa Mota                          |
| 1988 (7ª)  | 5 novembre             | Porto (6)                   | Sporting CP            | 10-7                   | Lisbona - ?                                         |
| 1989 (8ª)  | 28 ottobre             | Porto (7)                   | Paço de Arcos          | 7-2                    | Porto - Pavilhão Rosa Mota                          |
| 1989 (8ª)  | 4 novembre             | Porto (7)                   | Paço de Arcos          | 7-3                    | Paço de Arcos - Pavilhão Gimnodesportivo            |
| 1990 (9ª)  | 20 ottobre             | Porto (8)                   | Sporting CP            | 8-3                    | Porto - Pavilhão Rosa Mota                          |
| 1990 (9ª)  | 1º novembre            | Porto (8)                   | Sporting CP            | 4-6                    | Lisbona - ?                                         |
| 1991 (10ª) | 28 settembre           | Porto (9)                   | Benfica                | 9-4                    | Porto - Pavilhão Rosa Mota                          |
| 1991 (10ª) | 5 ottobre              | Porto (9)                   | Benfica                | 2-6                    | Lisbona - ?                                         |
| 1992 (11ª) | 10 ottobre             | Benfica                     | Barcelos               | 3-0                    | Barcelos - Pavilhão Municipal                       |
| 1992 (11ª) | 17 ottobre             | Benfica                     | Barcelos               | 5-5                    | Lisbona - ?                                         |
| 1993 (12ª) | 1º dicembre            | Barcelos                    | Benfica                | 3-5                    | Lisbona - ?                                         |
| 1993 (12ª) | 18 dicembre            | Barcelos                    | Benfica                | 6-3                    | Barcelos - Pavilhão Municipal                       |
| 1994       | Edizione non disputata | Edizione non disputata      | Edizione non disputata | Edizione non disputata | Edizione non disputata                              |
| 1995 (13ª) | 10 gennaio             | Benfica (2)                 | Sporting CP            | 13-4                   | Lisbona - ?                                         |
| 1995 (13ª) | 25 gennaio             | Benfica (2)                 | Sporting CP            | 4-0                    | Lisbona - ?                                         |
| 1996 (14ª) | -                      | Porto (10)                  | Barcelos               |                        |                                                     |
| 1996 (14ª) | -                      | Porto (10)                  | Barcelos               |                        |                                                     |
| 1997 (15ª) | 5 ottobre              | Benfica (3)                 | Oliveirense            | 1-1                    | Oliveira de Azeméis - Pavilhão Dr. Salvador Machado |
| 1997 (15ª) | 12 ottobre             | Benfica (3)                 | Oliveirense            | 4-1                    | Lisbona - ?                                         |
| 1998 (16ª) | 27 giugno              | Porto (11)                  | Benfica                | 8-6 (dts)              | Lisbona - ?                                         |
| 1999 (17ª) | 15 settembre           | Barcelos (2)                | Porto                  | 6-3                    | Barcelos - Pavilhão Municipal                       |
| 1999 (17ª) | 22 settembre           | Barcelos (2)                | Porto                  | 8-6                    | Porto - Pavilhão Rosa Mota                          |
| 2000 (18ª) | 23 settembre           | Porto (12)                  | Benfica                | 2-2                    | Porto - Pavilhão Rosa Mota                          |
| 2000 (18ª) | 30 settembre           | Porto (12)                  | Benfica                | 5-4                    | Lisbona - ?                                         |
| 2001 (19ª) | 18 ottobre             | Benfica (4)                 | Barcelos               | 1-0                    | Lisbona - ?                                         |
| 2001 (19ª) | 23 ottobre             | Benfica (4)                 | Barcelos               | 2-2                    | Barcelos - Pavilhão Municipal                       |
| 2002 (20ª) | 15 settembre           | Benfica (5)                 | Porto                  | 2-2                    | Porto - Pavilhão Rosa Mota                          |
| 2002 (20ª) | 22 settembre           | Benfica (5)                 | Porto                  | 12-4                   | Lisbona - ?                                         |
| 2003 (21ª) | 29 ottobre             | Barcelos (3)                | Porto                  | 2-2                    | Porto - Pavilhão Rosa Mota                          |
| 2003 (21ª) | 11 novembre            | Barcelos (3)                | Porto                  | 3-1                    | Barcelos - Pavilhão Municipal                       |
| 2004 (22ª) | 21 ottobre             | Barcelos (4)                | Porto                  | 3-6                    | Porto - Pavilhão Rosa Mota                          |
| 2004 (22ª) | 28 ottobre             | Barcelos (4)                | Porto                  | 6-3 (dts) (2-1 dtr)    | Barcelos - Pavilhão Municipal                       |
| 2005 (23ª) | 1º ottobre             | Porto (13)                  | Benfica                | 2-2                    | Lisbona - ?                                         |
| 2005 (23ª) | 5 ottobre              | Porto (13)                  | Benfica                | 5-2                    | Porto - Pavilhão Rosa Mota                          |
| 2006 (24ª) | 7 ottobre              | Porto (14)                  | Juventude Viana        | 4-2                    | Barcelos - Pavilhão Municipal                       |
| 2007 (25ª) | 22 settembre           | Porto (15)                  | Académico Cambra       | 5-1                    | Porto - Pavilhão Rosa Mota                          |
| 2008 (26ª) | 27 settembre           | Porto (16)                  | Braga                  | 6-2                    | Ponte de Lima - ?                                   |
| 2009 (27ª) | 26 settembre           | Porto (17)                  | Benfica                | 6-4                    | Ponte de Lima - ?                                   |
| 2010 (28ª) | 26 settembre           | Benfica (6)                 | Porto                  | 8-4                    | Coimbra - Pavilhão Multidesportos Dr Mário Mexia    |
| 2011 (29ª) | 15 ottobre             | Porto (18)                  | Oliveirense            | 4-1                    | Ponte de Lima - ?                                   |
| 2012 (30ª) | 29 settembre           | Benfica (7)                 | Oliveirense            | 9-5                    | Paredes - ?                                         |
| 2013 (31ª) | 19 ottobre             | Porto (19)                  | Oliveirense            | 5-4                    | Coimbra - Pavilhão Multidesportos Dr Mário Mexia    |
| 2014 (32ª) | 27 settembre           | Valongo                     | Benfica                | 7-5                    | Coimbra - Pavilhão Multidesportos Dr Mário Mexia    |
| 2015 (33ª) | 27 settembre           | Sporting CP (2)             | Benfica                | 4-2                    | Aljustrel - ?                                       |
| 2016 (34ª) | 24 settembre           | Porto (20)                  | Benfica                | 13-7                   | Mealhada - ?                                        |
| 2017 (35ª) | 14 ottobre             | Porto (21)                  | Sporting Tomar         | 7-3                    | Tomar - Pavilhão Jácome Ratton                      |
| 2018 (36ª) | 7 ottobre              | Porto (22)                  | Sporting CP            | 4-1                    | Mealhada - ?                                        |
| 2019 (37ª) | 27 giugno              | Porto (23)                  | Oliveirense            | 6-4                    | Coimbra - Pavilhão Multidesportos Dr Mário Mexia    |
| 2020-2021  | Edizioni non disputate | Edizioni non disputate      | Edizioni non disputate | Edizioni non disputate | Edizioni non disputate                              |
| 2022 (38ª) | 10 settembre           | Benfica (8)                 | Porto                  | 4-2                    | Barcelos - Pavilhão Municipal                       |
| 2023 (39ª) | 23 settembre           | Benfica (9)                 | Sporting Tomar         | 4-1                    | Tomar - Pavilhão Jácome Ratton                      |

## Edizioni vinte e perse per squadra
| Squadra          | Vittorie | Secondi posti | Anni vittorie | Anni secondi posti                                                    |
| ---------------- | -------- | ------------- | --- | --------------------------------------------------------------------- |
| Porto            | 23       | 6             | 1983, 1984, 1985, 1986, 1987, 1988, 1989, 1990, 1991, 1996 1998, 2000, 2005, 2006, 2007, 2008, 2009, 2011, 2013, 2016 2017, 2018, 2019 | 1999, 2002, 2003, 2004, 2010, 2022                                    |
| Benfica          | 9        | 12            | 1992, 1995, 1997, 2001, 2002, 2010, 2012, 2022, 2023                                                                                   | 1982, 1983, 1986, 1991, 1993, 1998, 2000, 2005, 2009, 2014 2015, 2016 |
| Barcelos         | 4        | 3             | 1993, 1999, 2003, 2004 | 1992, 1996, 2001                                                      |
| Sporting CP      | 2        | 5             | 1982, 2015 | 1984, 1988, 1990, 1995, 2018                                          |
| Valongo          | 1        | 0             | 2014 |                                                                       |
| Oliveirense      | 0        | 6             | | 1987, 1997, 2011, 2012, 2013, 2019                                    |
| Sporting Tomar   | 0        | 2             | | 2017, 2023                                                            |
| Sanjoanense      | 0        | 1             | | 1985                                                                  |
| Paço de Arcos    | 0        | 1             | | 1989                                                                  |
| Juventude Viana  | 0        | 1             | | 2006                                                                  |
| Académico Cambra | 0        | 1             | | 2007                                                                  |
| Braga            | 0        | 1             | | 2008                                                                  |